# عظاءة الأعماق الناعمة
عظاءة الأعماق الناعمة (الاسم العلمي: Bathysaurus mollis) (بالإنجليزية: highfin lizardfish)‏ هي نوع من الأسماك تتبع جنس عظاءة الأعماق من فصيلة أسماك عظاءات الأعماق.